# Eksund
Eksund är en tätort i Borgs socken cirka 1 mil från Norrköping och 4 mil till Linköping. Den ligger vid sjön Glan och vid Södra stambanan.

## Historia
Eksunds storhetstid inleddes på 1870-talet, då orten 1873  blev en omlastningsstation för kanoner och styckegods från Finspångs bruk. Eksunds station uppfördes 1913 vid den Östra stambanan, som stod helt färdig 1874. Stationen drogs in 1967 och revs i början av 1970-talet, då även handelsboden lades ned.
De senaste tre decennierna har Eksund utvecklats kraftigt tack vare närheten till Norrköping. 

### Befolkningsutveckling
| Befolkningsutvecklingen i Eksund 1990–2020                                                                              | Befolkningsutvecklingen i Eksund 1990–2020 | Befolkningsutvecklingen i Eksund 1990–2020 | Befolkningsutvecklingen i Eksund 1990–2020 | Befolkningsutvecklingen i Eksund 1990–2020 |
| --- | ------------------------------------------ | ------------------------------------------ | ------------------------------------------ | ------------------------------------------ |
| |                                            |                                            |                                            |                                            |
| År |                                            |                                            | Folkmängd                                  | Areal (ha)                                 |
| 1990 | 1990                                       |                                            | 222                                        | 26                                         |
| 1995 | 1995                                       |                                            | 212                                        | 26                                         |
| 2000 | 2000                                       |                                            | 199                                        | 26#                                        |
| 2005 | 2005                                       |                                            | 195                                        | 26#                                        |
| 2010 | 2010                                       |                                            | 206                                        | 22                                         |
| 2015 | 2015                                       |                                            | 500                                        | 73                                         |
| 2020 | 2020                                       |                                            | 499                                        | 60                                         |
| Anm.: Ny tätort 1990. Förlorade tätortsstatus 2000, återfick den 2010. Sammanvuxen med Strandhugget 2015. # Som småort. |                                            |                                            |                                            |                                            |